# Heidelibellen
De heidelibellen (Sympetrum) zijn een geslacht van echte libellen (Anisoptera) uit de familie korenbouten (Libellulidae). 

## Kenmerken
Er zijn ruim 50 soorten. Veel soorten vertonen een sterke seksuele dimorfie waarbij de mannetjes vaak rood zijn, en de vrouwtjes meer geel tot geelbruin. Er zijn enkele uitzonderingen, zoals de zwarte heidelibel (Sympetrum danae), waarvan zowel de mannetjes als de vrouwtjes overwegend zwart zijn.
Hoewel het onderscheiden van de seksen meestal niet zo moeilijk is, zijn de soorten onderling niet altijd eenvoudig uit elkaar te houden. Veel soorten kunnen het best op naam gebracht worden op basis van een combinatie van kenmerken. Voorbeelden zijn de poten (gestreept of ongestreept), de streep onder het oog (deze kan doorlopen langs het oog of niet) en de aan- of afwezigheid en de grootte van de oranje gloed aan de vleugelbasis, die wordt veroorzaakt door een oranje beharing.

## Soorten
- Sympetrum ambiguum (Rambur, 1842)

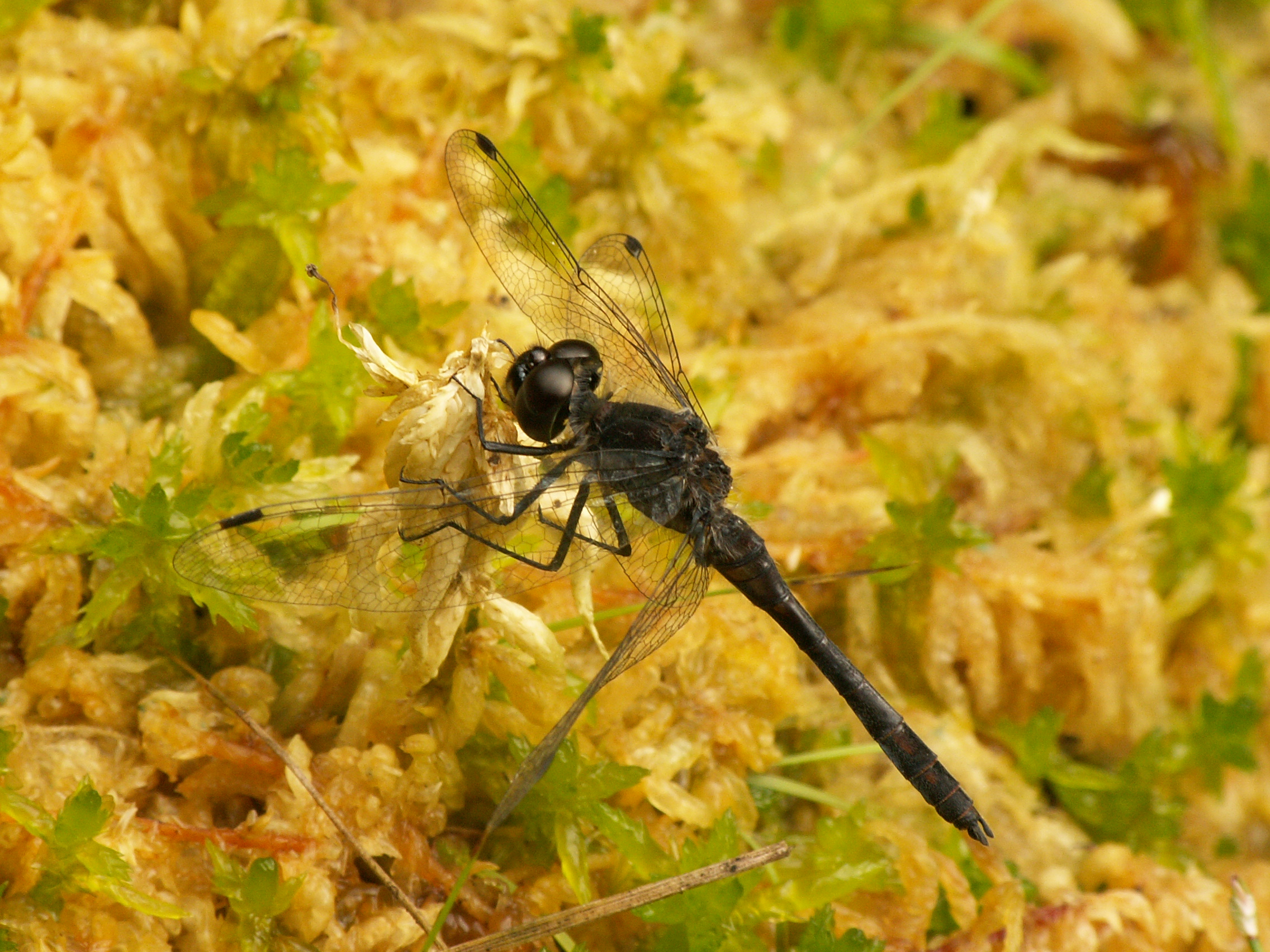
Zwarte heidelibel (Sympetrum danae)

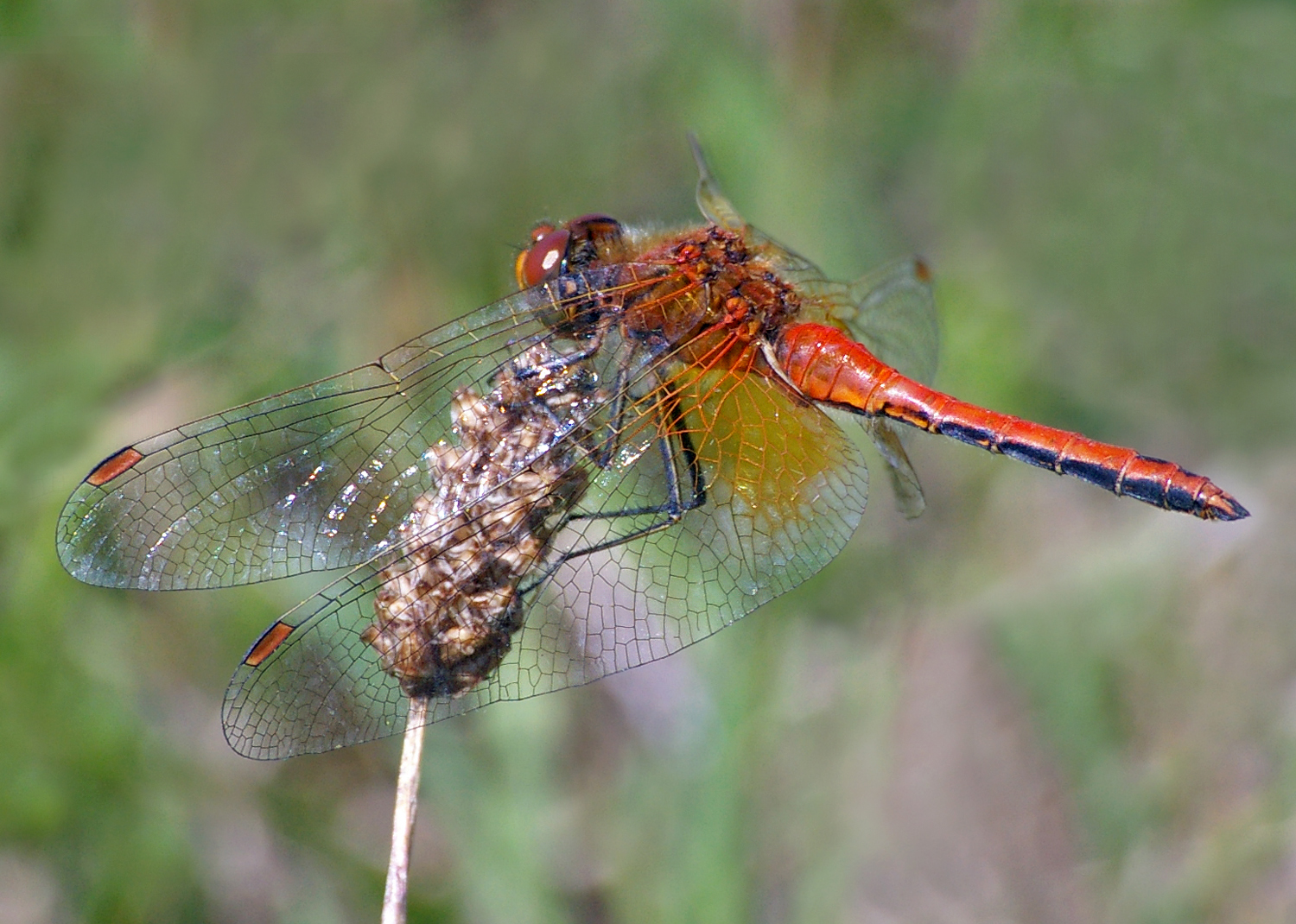
Geelvlekheidelibel (Sympetrum flaveolum)

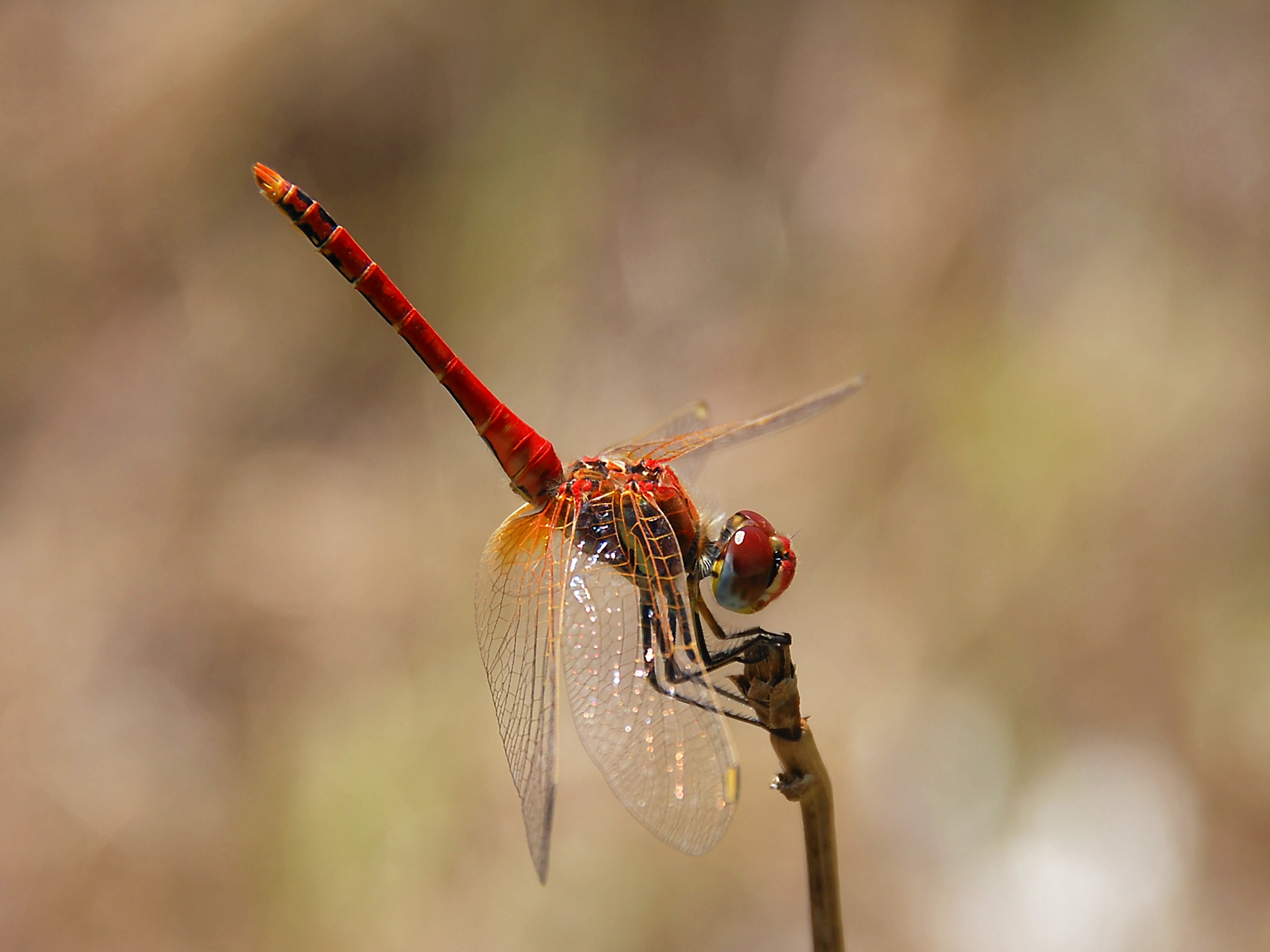
Zwervende heidelibel (Sympetrum fonscolombii)

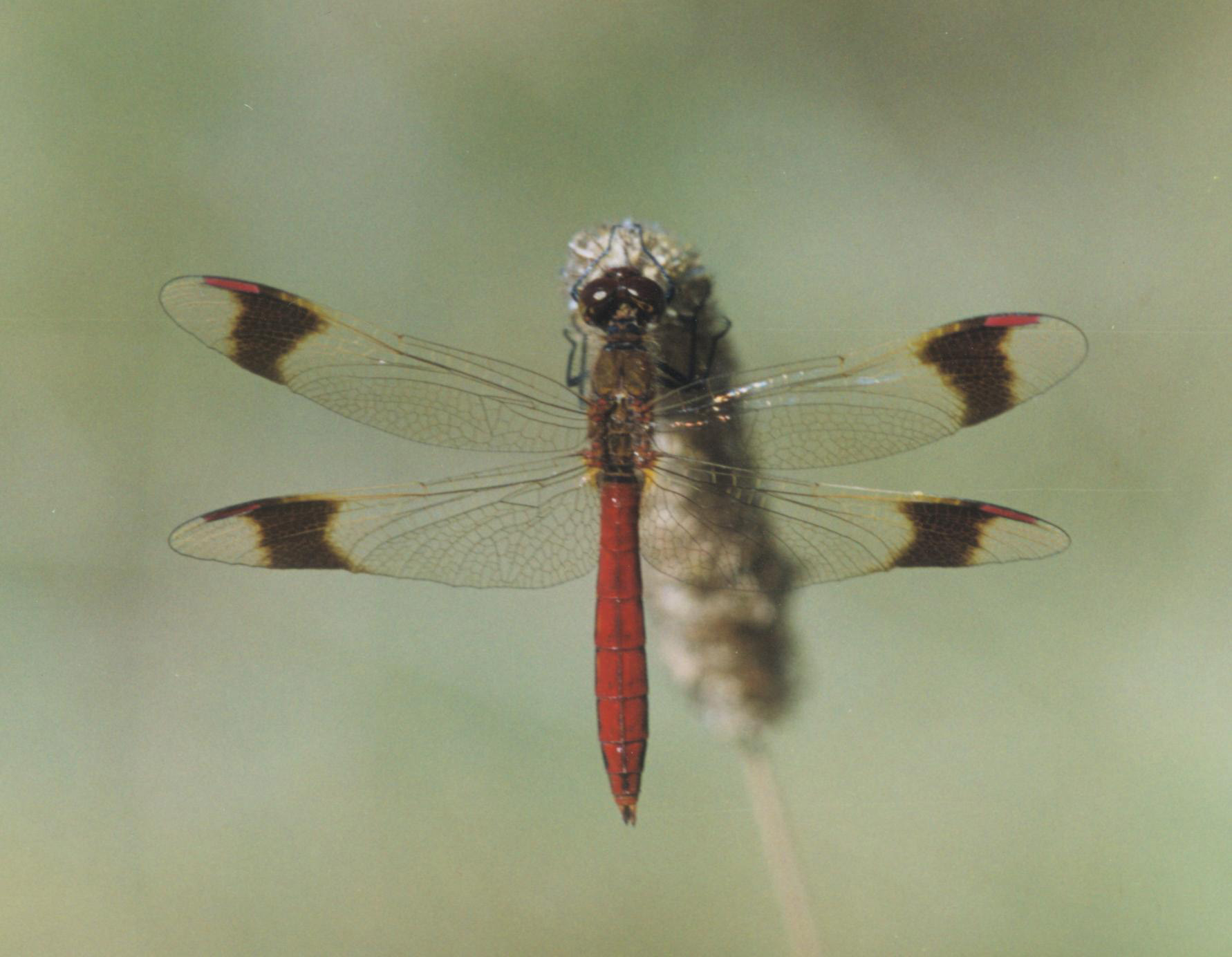
Bandheidelibel (Sympetrum pedemontanum)

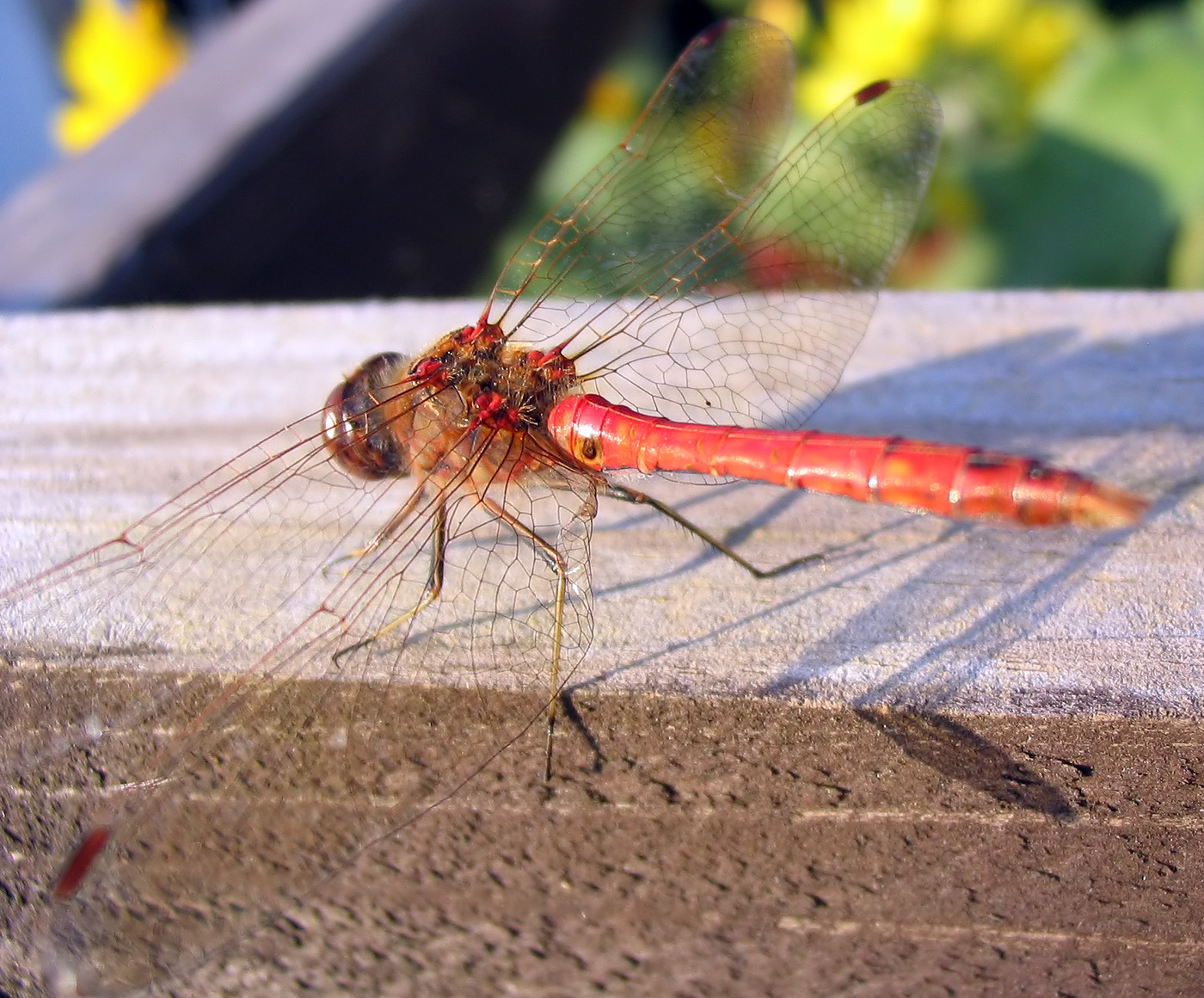
Bruinrode heidelibel (Sympetrum striolatum)

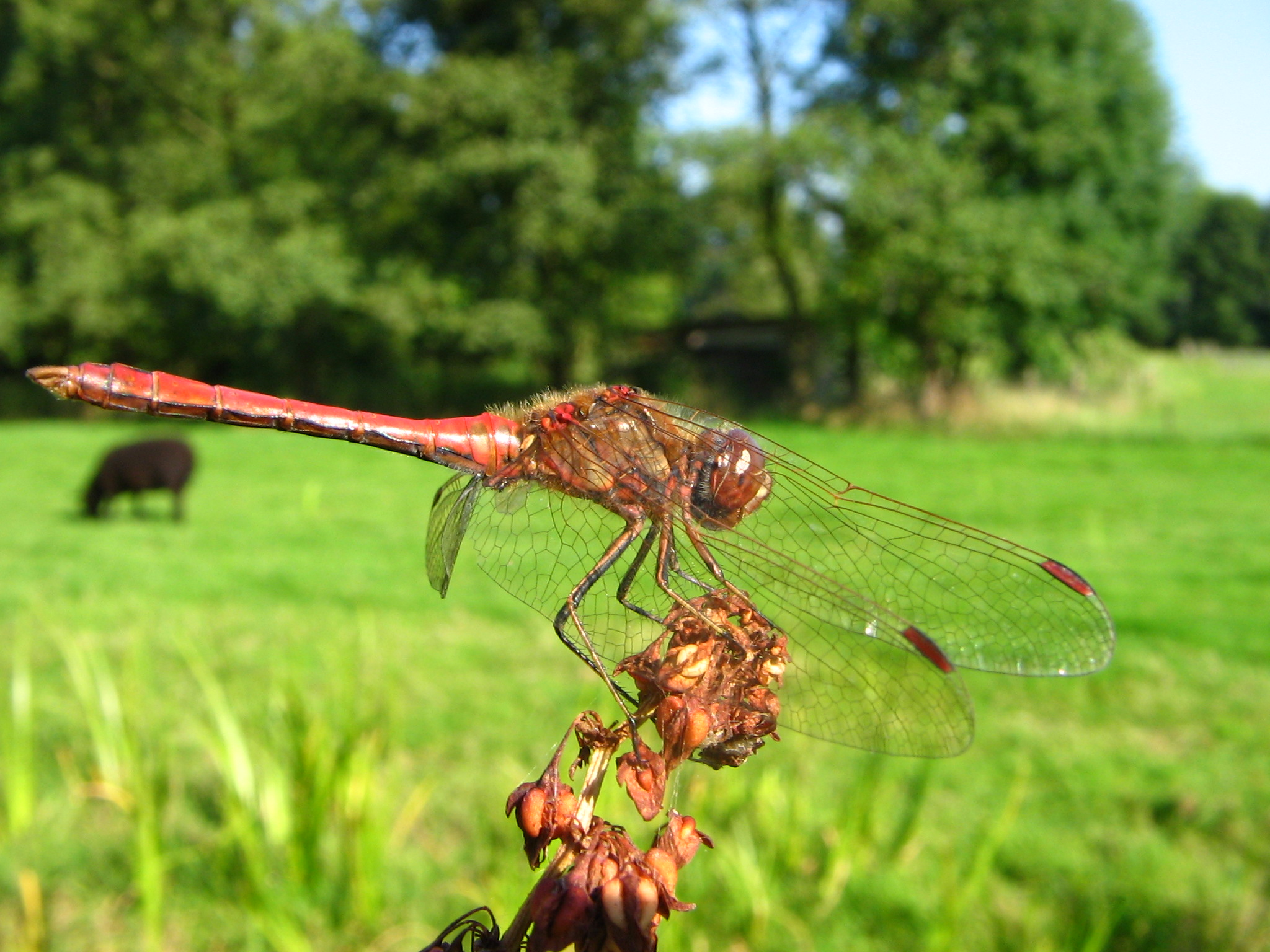
Steenrode heidelibel (Sympetrum vulgatum)

- Sympetrum arenicolor Jödicke, 1994 – Zandkleurige heidelibel
- Sympetrum baccha (Selys, 1884)
- Sympetrum chaconi De Marmels, 1994
- Sympetrum cordulegaster (Selys, 1883)
- Sympetrum corruptum (Hagen, 1861)
- Sympetrum costiferum (Hagen, 1861)
- Sympetrum croceolum (Selys, 1883)
- Sympetrum daliensis Zhu, 1999
- Sympetrum danae (Sulzer, 1776) – Zwarte heidelibel
- Sympetrum darwinianum (Selys, 1883)
- Sympetrum depressiusculum (Selys, 1841) – Kempense heidelibel
- Sympetrum dilatatum (Calvert, 1892)
- Sympetrum eroticum (Selys, 1883)
- Sympetrum evanescens De Marmels, 1992
- Sympetrum flaveolum (Linnaeus, 1758) – Geelvlekheidelibel
- Sympetrum fonscolombii (Selys, 1840) – Zwervende heidelibel
- Sympetrum frequens (Selys, 1883)
- Sympetrum gilvum (Selys, 1884)
- Sympetrum gracile Oguma, 1915
- Sympetrum haritonovi Borisov, 1983 – Dwergheidelibel
- Sympetrum hypomelas (Selys, 1884)
- Sympetrum illotum (Hagen, 1861)
- Sympetrum infuscatum (Selys, 1883)
- Sympetrum internum Montgomery, 1943
- Sympetrum kunckeli (Selys, 1884)
- Sympetrum maculatum Oguma, 1922
- Sympetrum madidum (Hagen, 1861)
- Sympetrum meridionale (Selys, 1841) – Zuidelijke heidelibel
- Sympetrum nantouensis Tang, Yeh & Chen, 2013
- Sympetrum nigrifemur (Selys, 1884) – Eilandheidelibel
- Sympetrum nigrocreatum Calvert, 1920
- Sympetrum nomurai Asahina, 1997
- Sympetrum obtrusum (Hagen, 1867)
- Sympetrum onsupyongensis Hong & Hwang, 1999 (nomen dubium)
- Sympetrum orientale (Selys, 1883)
- Sympetrum pallipes (Hagen, 1874)
- Sympetrum paramo De Marmels, 2001
- Sympetrum parvulum (Bartenev, 1912)
- Sympetrum pedemontanum (O.F.Müller, 1766) – Bandheidelibel
- Sympetrum pochonboensis Ri & Hong, 2001 (nomen dubium)
- Sympetrum risi Bartenev, 1914
- Sympetrum roraimae De Marmels, 1988
- Sympetrum rubicundulum (Say, 1840)
- Sympetrum sanguineum (O.F.Müller, 1764) – Bloedrode heidelibel
- Sympetrum semicinctum (Say, 1840)
- Sympetrum signiferum Cannings & Garrison, 1991
- Sympetrum sinaiticum Dumont, 1977 – Woestijnheidelibel
- Sympetrum speciosum Oguma, 1915
- Sympetrum striolatum (Charpentier, 1840) – Bruinrode heidelibel
- Sympetrum tibiale (Ris, 1897) – Steppeheidelibel
- Sympetrum uniforme (Selys, 1883)
- Sympetrum vicinum (Hagen, 1861)
- Sympetrum villosum Ris, 1911
- Sympetrum vulgatum (Linnaeus, 1758) – Steenrode heidelibel
- Sympetrum xiaoi Han & Zhu, 1997

- Sympetrum nigrescens Lucas, 1912 – Duistere heidelibel[2]
- Sympetrum vulgatum decoloratum (Selys, 1884) – Bleke heidelibel[3]